# Царевец (крепость)
Царевец — средневековая крепость в городе Велико-Тырново на севере Болгарии.

## История
Первые укрепления на холмах Царевец и Трапезица построили римляне. Крепость, предшествовавшая нынешней, появилась в V веке благодаря византийцам. В VII веке она была разрушена славянами. Новую крепость построили болгары во времена Второго Болгарского царства, когда город стал его столицей. Новая крепость долгое время оставалась неприступной, но в 1393 году ей после трёхмесячной осады завладели турецкие войска, разрушившие город и укрепления. Руины крепости сохранились до настоящего времени и стали местной достопримечательность.

## Описание
Крепость располагалась на скалистом холме Царевец высотой 206 м, который огибает река Янтра. Стены болгарской крепости возведены поверх старых византийских построек. На территории крепости находились царские палаты и Дворец патриарха болгарской церкви. Крепость является местом туристического паломничества и проведения культурных мероприятий.